# てげビビ!
『てげビビ!』（てげビビ）は、2022年4月4日からNHK宮崎放送局がNHK総合テレビジョンで生放送されている宮崎県向けの『NHKニュース』のローカルニュース番組（地域情報番組）である。前年度末まで放送されていた『NHKニュース イブニング宮崎』に代わって放送開始。
本項目では、関連番組として放送される『てげビビ!サタデー』ならびに『てげビビ!サンデー』についても記述する。

## 放送時間
- 平日 18:10 - 18:59 （祝日・年末年始は休止）
  - 祝日・年末年始は18:45 - 18:59（年末年始は18:50 - 19:00）に拠点の福岡放送局から「九州・沖縄のニュース・気象情報」を同時ネット[注 1]。また、毎年8月9日が平日と重なる場合も18:10 - 18:45に長崎原爆の日に関連した長崎局制作による九州沖縄地方向け特集番組が放送される関係で休止となり、代替として18:45 - 18:59に『ニュース645宮崎』（EPG上の表記タイトルは『ニュース・気象情報（宮崎）』、以下同）を放送。
  - 2022年8月12日・15日 - 19日は夏期特集編成のため休止し、代替として18:45 - 18:59に『ニュース645宮崎』を放送。
  - 2022年12月28日は年末特集編成のため休止し、代替として18:45 - 18:59に『ニュース645宮崎』を放送。なお、2022年末は福岡局の『ロクいち!福岡』など大半の九州沖縄ブロック各局の18時台のローカルニュースワイド番組は12月23日で年内の放送を終えていたが、当番組の場合は同月25日に投開票された宮崎県知事選挙の結果に関する報道などとの兼ね合いで27日まで放送を続けた[注 2]。
  - 2023年4月29日・30日は、大半の九州沖縄ブロック各局が18:45枠で福岡局からの九州・沖縄ブロックニュースをネットしていた中でそれをネットせず、通常通り『てげビビ!サタデー・サンデー』を放送。ただ、5月1日・2日は平日ではあったが特集編成のため本番組を休止し、代替として、18:45 - 18:59に『ニュース645宮崎』を放送し、堀井優太と大平が出演した[注 3]。
  - 2023年5月15日より、NHKプラスの「ご当地プラス（九州・沖縄エリア）」において見逃し配信を開始した[3][4]。
  - 2023年8月8日・9日は、台風6号特設ニュースを福岡局から九州地方向けに放送したため、18:45開始（19:00終了）の短縮放送となり、堀井（道上の代理キャスター）と大平の2人が出演した。
  - 2023年8月14日 - 18日は、大半の九州・沖縄ブロック各局が18:45枠で福岡局からの九州・沖縄ブロックニュースをネットしていた中でそれをネットせず、平日ではあったが特集編成のため本番組を休止し、代替として、18:45 - 18:59に『ニュース645宮崎』を放送し、14日 - 17日堀井が、18日は土橋大記が出演[注 4]。
  - 2023年12月23日・24日は、大半の九州・沖縄ブロック各局が18:45枠で福岡局からの九州・沖縄ブロックニュースをネットしていた中でそれをネットせず、通常通り『てげビビ!サタデー・サンデー』を放送[注 5]。
  - 2023年12月25日 - 28日は年末特集編成のため休止し、代替として18:45 - 18:59に『ニュース645宮崎』を放送[注 6]。
  - 2024年1月4日・5日は、平日ではあるものの大半の九州・沖縄ブロック各局が土日同様の放送をしていた中で、通常の時間帯で本番組を放送[注 7]。
  - 2024年4月30日 - 5月2日は、春の大型連休期間に伴う特別編成のため本番組を休止し、18:45 - 18:59に拠点の福岡局から『ニュース・気象情報（九州沖縄）』を放送[注 8]。

## 出演者

### 現在
- 堀井優太（月曜 - 木曜メインキャスター：2024年4月1日 - ）[5]
- 岡野暁（金曜メインキャスター：2024年4月5日 - ）[5]
- 上田詩織（月曜 - 木曜隔週キャスター：2022年4月11日 - ）[5]
- 辻本彩乃（月曜 - 木曜隔週キャスター：2023年4月3日 - ）[5]
- 根井美映（金曜キャスター：2024年4月5日 -  ）[注 9][5]
- 福田裕大（リポーター・スポーツキャスター：2025年3月31日 -  ）
- 大平真理子（気象予報士）[5]

### 過去
| 期間      | 期間      | メインキャスター アナウンサー | メインキャスター アナウンサー | キャスター（隔週交替） | キャスター（隔週交替） | キャスター（隔週交替） | キャスター（隔週交替） | 生活情報キャスター | 生活情報キャスター | スポーツキャスター | 気象情報   |
| 期間      | 期間      | 月 - 木曜                     | 金曜                          | 月 - 木曜              | 月 - 木曜              | 金曜                   | 金曜                   | 生活情報キャスター | 生活情報キャスター | スポーツキャスター | 気象情報   |
| --------- | --------- | ----------------------------- | ----------------------------- | ---------------------- | ---------------------- | ---------------------- | ---------------------- | ------------------ | ------------------ | ------------------ | ---------- |
| 2022.4.4  | 2023.3.24 | 滑川和男                      | 滑川和男                      | 夏田理央               | 上田詩織               | 夏田理央               | 上田詩織               | 佐々木桃子         | 須賀桃子           | 佐々木桃子         | 大平真理子 |
| 2023.3.27 | 2024.3.22 | 道上美璃                      | 道上美璃                      | 辻本彩乃               | 上田詩織               | 辻本彩乃               | 上田詩織               | 佐々木桃子         | 根井美映           | 佐々木桃子         | 大平真理子 |
| 2024.4.1  | 2025.3.28 | 堀井優太                      | 岡野暁                        | 辻本彩乃               | 上田詩織               | 根井美映               | 佐々木桃子             | 佐々木桃子         | 根井美映           | 佐々木桃子         | 大平真理子 |
| 2025.3.31 | 現在      | 堀井優太                      | 岡野暁                        | 辻本彩乃               | 上田詩織               | 根井美映               | 根井美映               | 根井美映           | 根井美映           | 福田裕大           | 大平真理子 |

## 主なコーナー
- ビビっとおしえて!（双方向投票）

基本的に毎日オープニング直後に放送されるが、重大ニュース時やプロ野球シーズン中にマルチ編成を組みサブチャンネルで福岡局から九州沖縄ブロックネットの福岡ソフトバンクホークス戦ナイター中継を同時ネットする日は放送されない場合がある。
- #みやざきノスタル部

NHK宮崎放送局に保管されている過去の映像を流しながら、宮崎県内で当時の出来事を振返るコーナー。
- ビビメッセージ

視聴者から写真を交えて投稿されたお便りを紹介するコーナー。
- きょうビビ!

県内のニュースについて、記者の解説を交えて深掘りするコーナー。
- マリリンお天気どげんやと?

気象予報士の大平が県内の気象情報を詳しく伝える。
- てげスポ!（月曜）

テゲバジャーロ宮崎、宮崎サンシャインズの試合の結果を含めた県内のスポーツに関する話題を紹介するコーナー。
- わけもん短歌（不定期月曜）

日向市「牧水・短歌甲子園」審査員の歌人・大口玲子を招いて、県内在住の10代が応募した短歌をテーマ詠、自由詠の各優秀作品について入選理由などを解説するコーナー。
- 地産地消 おいしい宮崎（火曜）
- 西日本の旅（不定期火曜）

九州沖縄各放送局のアナウンサーもしくは契約キャスターがリポートする。
- ビビ美味!九州沖縄（不定期水曜）

同時間帯に福岡局で放送されているローカルニュース番組『ロクいち!福岡』のコーナー「バリうま探し隊」（福岡局では原則毎週水曜放送）をタイトル差し替えの上VTR部分のみ録画ネット。
- アナウンサー自撮り旅（不定期水曜）

宮崎局のアナウンサーが、県内各地へ旅をしながら置県の背景や地名の由来などをリポートするコーナー。初回は2023年5月17日に放送。
- 特集（不定期水曜）

宮崎局の記者が宮崎県内各地の話題を徹底的にリポートするコーナー。
- 青春ダンスポスト（不定期水曜）

宮崎の高校生ダンサーが、ダンス動画を通して普段口に出せない“想い”を伝えたい相手に届けるコーナー。堀井優太をはじめNHK宮崎の若手職員3人（全員ダンス経験者）が応援サポーターとして県内の高校に伺い、皆さんが動画を撮影して届けるまでの道のりを全力で応援する企画でもある。
- 宮崎NewsWebランキング（木曜）
- てげ探!（木曜）
- 九沖リポート（不定期木曜）

宮崎局除く九州沖縄各局からのリポートを伝えるコーナー。
- おでかけビビっと情報（隔週金曜）

宮崎県内で開催されるイベントを各市区町村の観光協会職員などを招いて紹介するコーナー。
- お知らせの小箱（隔週金曜）

宮崎県内で開催される週末のイベント情報や宮崎局制作の番組などを紹介するコーナー。
- 地域にビビッケーブルテレビ通信（不定期金曜）

宮崎県内の各ケーブルテレビから地域の話題を紹介するコーナー。
- いまほん（不定期金曜）

前半は宮崎県内書店調査から週間ベストセラーベスト10の中で、話題の本をビビッと紹介。後半は全国ランキングとして、平日午前に関東甲信越地方で放送されている情報番組『ひるまえほっと』の同名コーナーのVTR部分を録画ネットしたものを放送する（ただし時間の都合で県内ランキングのみとなる場合もある）。
- どうぶつえん通信（不定期金曜）

## てげビビ!サタデー・てげビビ!サンデー
2022年度から土曜日・日曜日の18:45 - 18:59に放送されている本番組の週末版（2023年3月までは祝日にも放送されていた）。これまで福岡局発で九州・沖縄地方のニュース・気象情報を放送していた土曜日・日曜日の夕方ニュースを県域放送に切り替えて開始する。この枠が県域になるのは『NHKニュース宮崎645』以来4年ぶり。

### キャスター
- 根井美映 - 土曜キャスター
- 辻本彩乃 - 日曜キャスター（隔週）
- 上田詩織 - 日曜キャスター（隔週）
  - 2022年度は、宮崎局アナウンサーが交代で担当。
  - 2023年度は、てげビビ!に出演している宮崎局契約キャスターが隔週交代で1名出演。また、宮崎局アナウンサー（主に日曜、2024年2月18日の土橋大記、2月25日の細田史雄など）が出演することが稀にある。